# Hysta
Pour les articles homonymes, voir Morel (patronyme).
Hysta, de son vrai nom Thaïs Morel, est une DJ et mainstream hardcore. Issue du mouvement underground des free parties en France, elle s'impose, durant le début des années 2020, comme une figure montante de la scène hardcore européenne. Elle est reconnue pour ses performances énergiques et son style unique, qui mêle une esthétique rave à des sonorités puissantes.
Hysta s'est notamment produite dans de nombreux festivals comme Dominator, Defqon.1, Thunderdome, Elektric Park Festival, et Tomorrowland.

## Biographie

### Enfance et débuts
Thaïs Morel est née en France en 1997, et originaire de La Gacilly, dans le Morbihan. Elle est la sœur du pâtissier Pierre Morel. Elle passe une partie de son enfance à voyager à bord d'un voilier, parcourant différents continents, ce qui enrichit sa culture et développe son goût pour l'aventure. De retour en France à l'adolescence, elle découvre le milieu des free parties, ce qui l'amène à se passionner pour la techno hardcore. 
À 16 ans, elle acquiert ses premières platines vinyles, et commence à mixer lors de petites soirées et raves locales. Très jeune, elle s'inspire de son frère, « qui a créé sa marque », et parle de discipline et de travail pour se faire un nom dans la scène.

### Ascension
Hysta commence à se faire remarquer sur la scène hardcore française et européenne grâce à ses performances et sa présence scénique. Elle partage les affiches avec des artistes nationaux comme Le Bask, et internationaux comme Dr. Peacock, N-Vitral, Lady Dammage, Mad Dog, et Angerfist dans de nombreux pays européens, mais également au Moyen-Orient et aux États-Unis.
En 2021, elle sort son premier single, My Secret, chez le label The Third Movement. Elle enchaîne ensuite avec des productions pour des labels de renom comme Masters of Hardcore et Q-dance Music. Ses morceaux rencontrent un succès croissant dans la communauté hardcore,. En 2022, elle participe pour la première fois au festival Dominator. En 2023, elle devient la première DJ française à se produire sur la scène principale du festival Thunderdome, un événement majeur dans la culture hardcore,. Au début de 2024, elle organise pour la première fois son propre spectacle appelé Wolf City, en Bulgarie, avec une deuxième édition, organisée en mai la même année au Wonderland de Clichy, en France. Elle participe le samedi 14 décembre 2024, la nouvelle soirée Illusion, qui prend place à Lorient.
2024 marque également sa première tournée en Asie, avec sept dates en deux semaines au Japon, en Corée du Sud, à Taïwan ou encore en Malaisie où elle a été la première artiste féminine hardcore à y jouer. S'ensuivra une nouvelle tournée en Amérique du sud, en commençant par le Pérou, où Hysta a été la tête d’affiche du festival Hardstyle Revolution, après quoi elle a participé au festival Wish Dance en Équateur. C'est la première fois qu’un DJ hardcore internationale a été invité dans le pays. Elle a continué sa tournée au Hardfall Festival au Brésil, avant de continuer sa route vers le Chili pour terminer sa tournée avec Dreamfields Festival au Mexique.

## Style musical
Le style musical de Hysta mélange des sonorités techno hardcore classiques avec des éléments modernes et expérimentaux. Dans un entretien avec le quotidien Ouest-France, elle explique mélanger « une musique énergique et une plus mélodieuse […] crée des concepts, collaborer avec d’autres artistes ». « Je confie les textes à d’autres pour les voix, qui sont celles de vocalistes et de rappeurs »,  explique-t-elle.
Elle cite parmi ses influences des artistes comme Angerfist et Mad Dog[réf. nécessaire]. Elle est également reconnue pour sa capacité à transmettre une « énergie contagieuse » à son public, tout en restant fidèle à l'esprit des raves underground.

## Discographie

### Singles
- 2021 : My Secret (The Third Movement)
- 2021 : Game Changer (Cawfee Break)
- 2022 : Gabber Madness (Dequinox)
- 2022 : Antidote (The Third Movement)
- 2023 : Hardcore Masters (The Third Movement)
- 2023 : Never Fall (Q-dance Music)
- 2024 : Rulers Of Chaos (hymne officiel Masters of Hardcore Austria 2024)
- 2024 : Amertume
- 2025 : No Trace

### Collaborations
- Danger (avec Promo)
- Make You Bounce (avec F.Noize)
- Always Rise (avec Korsakoff)
- Choose Life (avec Korsakoff)
- Broken Dream (avec Re-Style)
- Next To You (avec N-XD)
- Till The Sun Is Up (avec Sakyra)